# Simultankirche St. Quintin

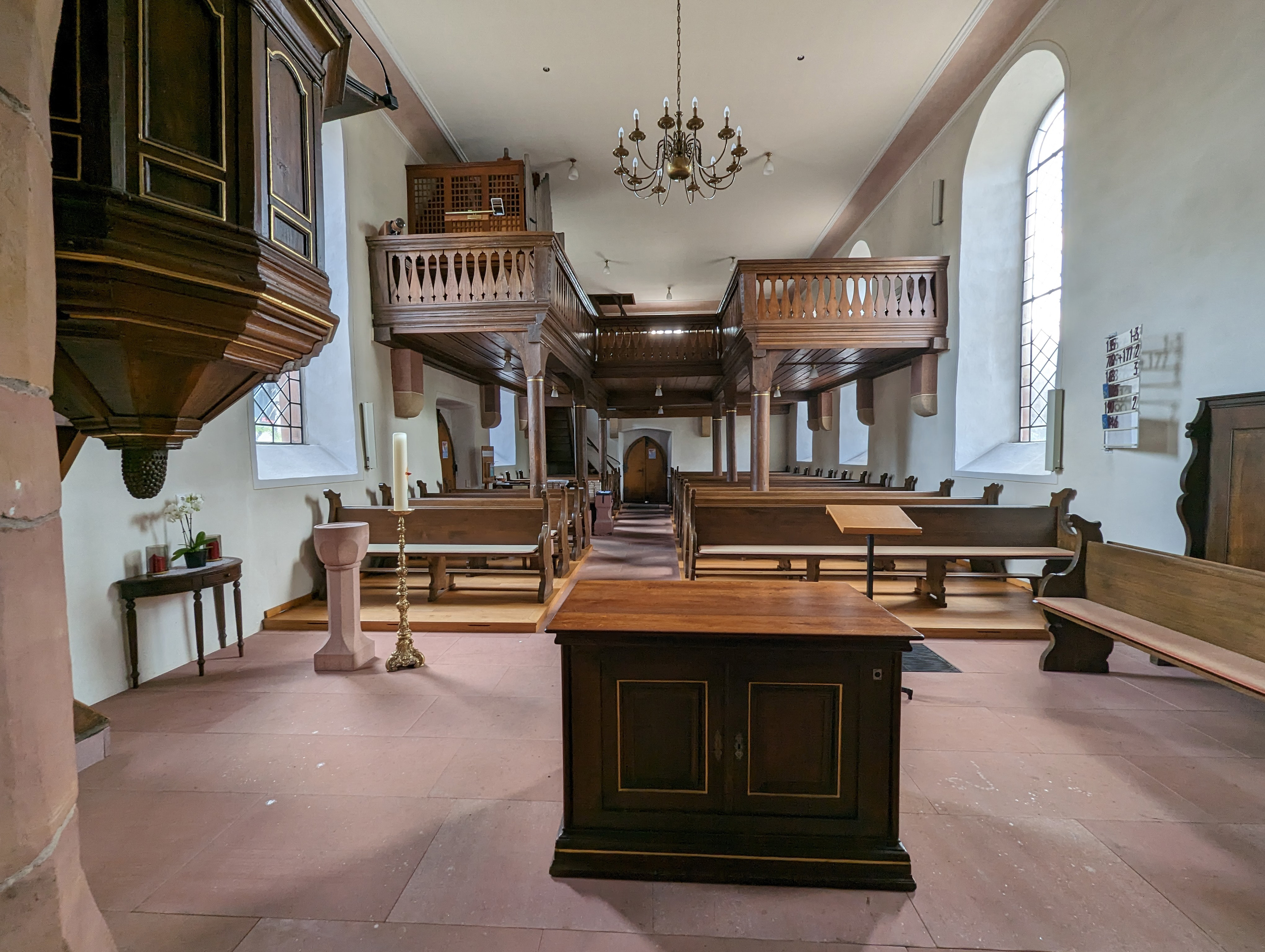
Blick vom Chorbogen nach Westen in das protestantische Langhaus
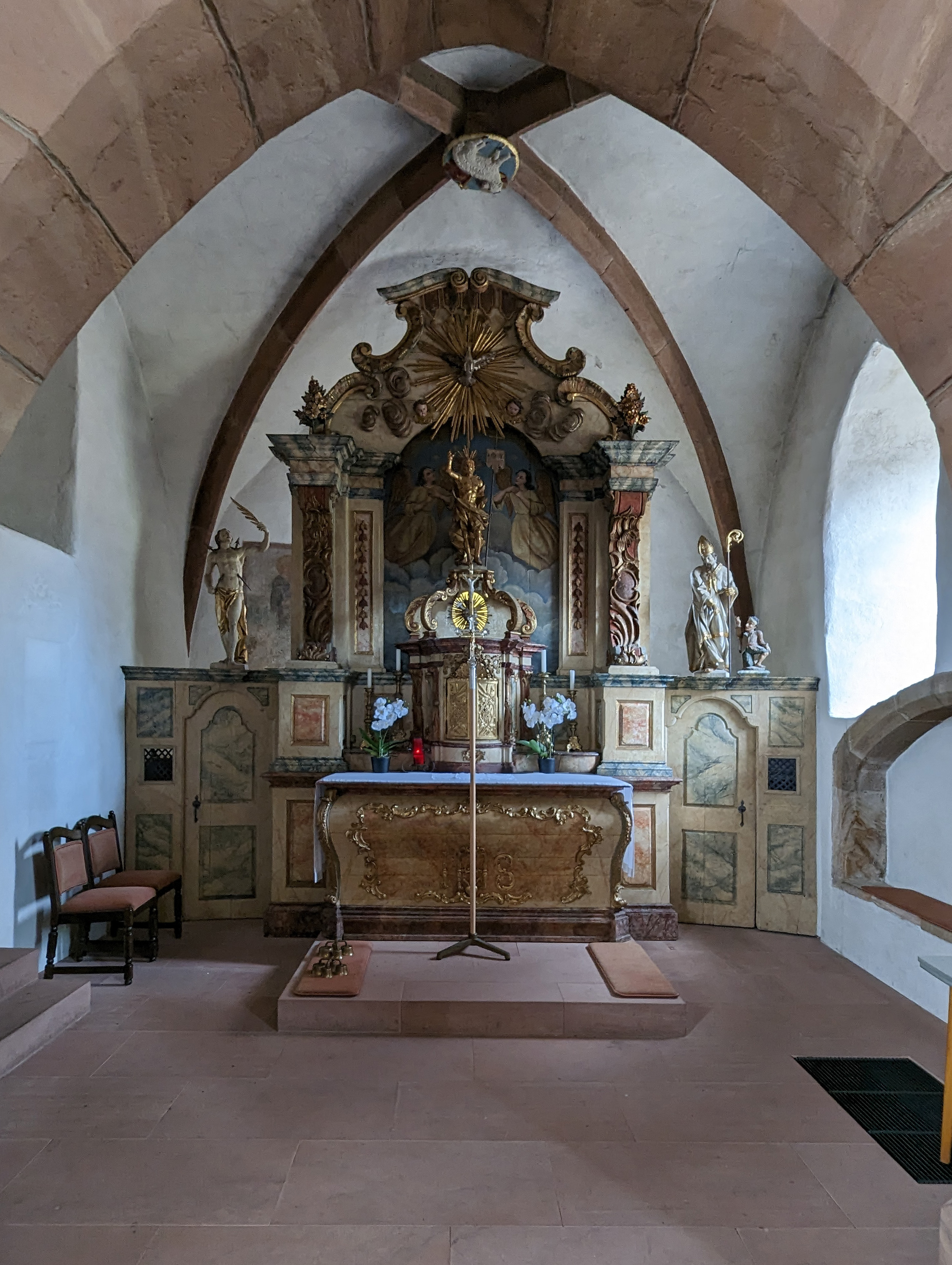
Katholischer Chor

Die Simultankirche St. Quintin ist ein Bauwerk in Siebeldingen im Landkreis Südliche Weinstraße. Sie steht unter Denkmalschutz und gilt als Wahrzeichen der Gemeinde.

## Lage
Dir Kirche befindet sich in der örtlichen Weinstraße, die mit der Landesstraße 508 identisch ist, inmitten des Ortszentrums. Sie ist zudem Bestandteil der Denkmalzone Ortskern. Der Pfälzer Mandelpfad führt unmittelbar an ihr vorbei.

## Geschichte
Die Kirche wurde um 1300 errichtet und dem Patrozinium des heiligen Quintinus unterstellt. Mit der Einführung der Reformation 1556 wurde sie protestantisch. Während der französischen Besatzung im Pfälzischen Erbfolgekrieg wurde den Katholiken 1689 der Chor zur Nutzung überlassen, während das Langhaus protestantisch blieb. Entsprechend ist die Kirche heute sowohl Teil der Evangelischen Kirche der Pfalz als auch des Bistums Speyer.
Bis Ende 2015 bildete sie katholischerseits eine Filiale der Pfarrkirche in Godramstein. Seit 2016 fungiert sie als Filiale der in Landau in der Pfalz ansässigen Pfarrei Hl. Augustinus. Die evangelische Gemeinde gehört zur Kooperationszone Nordwest im Protestantischen Kirchenbezirk Landau.

## Architektur
Die im Kern gotische Kirche wurde im Laufe der Jahrhunderte baulich mehrfach verändert; der Saalbau wird mit der Jahreszahl 1571 bezeichnet. Der letzte Umbau fand 1817 statt.
Zudem verfügt sie über einen 30 Meter hohen, schiefen Chorturm im Osten.